# 桂咲之輔
桂 咲之輔（かつら さきのすけ、1983年11月18日 - ）は落語家。本名は岩宮 祐一 。兵庫県神戸市出身。

## 来歴
育英高等学校を経て2007年、立命館大学産業社会学部卒業。同年4月16日に桂春之輔（現・桂春団治 (4代目)）に入門。松竹芸能所属。上方落語協会会員。
高座写真・プロフィール写真・スナップ写真などを撮影するカメラマンとしても活動している。

## 受賞歴
- 平成29年 ABCラジオ日曜落語なみはや亭・第４回なみワングランプリ優勝
- 平成30年 新進落語家競演会 新人賞受賞（上方落語協会、産経新聞社主催）[1]

## メディア

### ラジオ・配信番組
- 味園落語研究会 ポッドキャスト
- ラジオ関西「サンデー神戸」